# Peter Dreher
Peter Dreher, né le 26 août 1932 à Mannheim et mort le 20 février 2020, est un artiste peintre allemand qui, comme professeur à l'Académie des beaux-arts de Karlsruhe, a exercé une forte influence sur une génération de jeunes artistes, au premier rang desquels Anselm Kiefer.

## Biographie
L'enfance de Peter Dreher est très marquée par la guerre. Son père meurt sur le front de Russie et sa maison est détruite par les bombardements. Cela pourrait avoir influencé sa pratique de peintre qui s'ancre dans le réconfort et la sécurité de la répétition. De 1950 à 1956, il étudie à la Staatlichen Akademie der Bildenden Künste de Karlsruhe. En 1965, il devient enseignant, puis professeur en 1968, de la classe de peinture de cette même académie.

## Œuvre

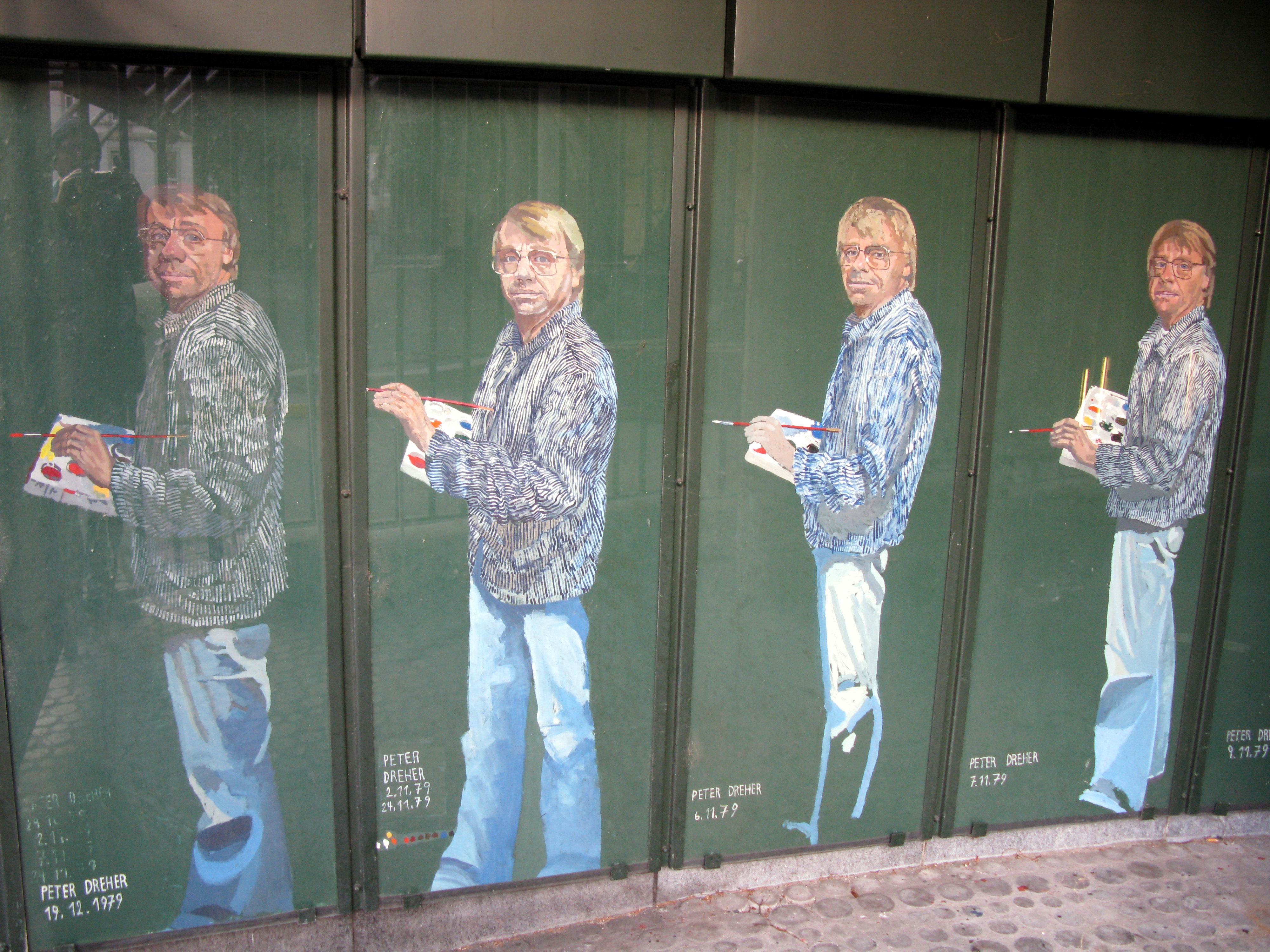
Autoportraits à la bibliothèque universitaire de Fribourg (1978).

Peter Dreher peint en série illimitées un nombre restreint d'objets : un crâne, un vase en argent, une vasque de verre, des fleurs et, plus rarement, des paysages. Sa série principale s'intitule Tag um Tag guter Tag (Jour après jour, une bonne journée) et comporte plus de cinq mille tableaux représentant tous le même verre.